# Manuel Bulnes
Manuel Bulnes Prieto (Concepción, 25 de diciembre de 1799-Santiago, 18 de octubre de 1866) fue un militar y político conservador chileno, que se desempeñó como presidente de la República —siendo el último en nacer en el siglo XVIII— durante el periodo entre 1841 y 1846, resultando reelegido para el período inmediatamente siguiente hasta 1851. Posterior a su administración ejerció como senador por la provincia de Coelemu, desde 1852 hasta su fallecimiento.
Su gobierno es considerado uno de los principales del siglo XIX. Durante su decenio, se sentaron las bases del régimen republicano, se crearon las instituciones educacionales más importantes de la nación y se realizó un importante avance en el reconocimiento del territorio nacional.
Como militar desempeñó el más alto cargo del Ejército de Chile, al asumir la jefatura en Jefe de este en 1841, ejerciendo hasta 1866.

## Biografía

### Primeros años

Armas del linaje de Bulnes.

Nació en Concepción el 25 de diciembre de 1799. Hijo del capitán del Ejército Real Español Manuel Bulnes Quevedo y de Carmen Prieto Vial (hermana del presidente Joaquín Prieto Vial). Realizó sus primeros estudios en casa. Siguiendo la tradición militar de su familia, ingresó a los doce años a un batallón de Infantería de Línea, donde se le puso el apodo del "negro" o el "mulato", en el que su padre era oficial, en la ciudad penquista. En marzo de 1813, su progenitor consiguió que fuera ascendido como ayudante de brigadier por los españoles, sin embargo, decidió no sumarse a la causa hispana. Fue enviado a estudiar a Santiago hasta 1814, hasta el fin de la Patria Vieja cuando los españoles cerraron el Instituto Nacional, debió volver a Concepción donde vivió ocupado de pequeños negocios de comercio hasta 1817.
En 1817, el jefe militar español de Concepción José Ordóñez, conoció los rumores del avance del Ejército Libertador hacia Chile. Ante esto envió cerca de 200 jóvenes penquistas a la isla Quiriquina -entre ellos Bulnes y su hermano Francisco-, para no unirse a las fuerzas patriotas. Allí estuvieron durante varios meses, pero cuando la guerra llegó al sur y la guardia realista se retiró, los muchachos trataron de llegar al continente en precarias balsas. Treinta de ellos se ahogaron y entre los sobrevivientes estaban Manuel y su hermano, quienes llegaron a la costa entre Tomé y la desembocadura del río Itata.

### Matrimonio e hijos
El 20 de julio de 1841, contrajo matrimonio con Enriqueta Pinto Garmendia, hija del expresidente de Chile Francisco Antonio Pinto y hermana del presidente en el periodo 1876-1881, Aníbal Pinto Garmendia.
Sus hijos fueron:
1. Manuel Bulnes Pinto se casó con Elena Calvo Cruchaga.
2. Enriqueta Bulnes Pinto se casó con José Luis Larraín Larraín.
3. Lucía Bulnes Pinto se casó con Ruperto Vergara Rencoret.
4. Carmela Bulnes Pinto se casó con Adolfo Ortúzar Gandarillas.
5. Elena Bulnes Pinto se casó con Ángel Ortúzar Montt.
6. Luisa Bulnes Pinto se casó con Luis Dávila Larraín.
7. Gonzalo Bulnes Pinto se casó con Carmela Correa (de Saa) y Sanfuentes.

### Durante la Patria Nueva
En junio de 1817, Bulnes se integró al ejército patriota con el grado de teniente primero. En noviembre del mismo año, pasó el Ejército de Línea. Estuvo bajo el mando del general Ramón Freire, recorriendo los pueblos del sur del río Biobío.
Bajo las órdenes de Bernardo O'Higgins, participó en el combate de Quechereguas y en las batallas de Cancha Rayada y Maipú. Volvió al sur con el regimiento Cazadores con 20 años de edad.
En julio de 1818, cuando los patriotas cercaron Chillán dominado por Mariano Osorio, Bulnes se enteró de que su padre estaba entre los realistas y partió a parlamentar con él. Padre e hijo intentaron convencer de la causa que seguía cada uno, pero todo fue inútil y fue la última vez que se verían. La batalla terminó sin el triunfo de ningún bando. El padre de Bulnes viajó rumbo a Perú, donde murió.

### La guerra a muerte
En 1820 comenzó la Guerra a muerte en la zona comprendida entre los ríos Maule y Biobío. Las tropas españolas se aliaron con loncos mapuches y con bandoleros para seguir defendiendo la causa real. Por otro lado las tropas chilenas al mando de Freire las perseguían por la Frontera. Bulnes participó en las batallas de Puda, Curaco y Yumbel en 1819. Al año siguiente, el 3 de agosto fue ascendido a capitán. En septiembre de ese año combatió al coronel español Juan Manuel Picó cerca de Los Ángeles. En la defensa de Talcahuano, el 11 de noviembre de 1820, combatió al renegado Vicente Benavides, al cual derrotó en las Vegas de Saldías el 10 de octubre de 1821.
Sus decisivas acciones llevaron a su tío, el general José Joaquín Prieto Vial, a confiarle una división del ejército, con la que comenzó la pacificación de la Frontera. Al volver a Concepción en marzo de 1822, fue nombrado sargento mayor y obtuvo de O'Higgins la Legión al Mérito de Chile.

### Durante los ensayos constitucionales
En 1823, luego de que Freire asumiera el mando tras la caída de O'Higgins, este designó a Bulnes en la gobernación de Talca, ascendiéndolo en agosto a teniente coronel. Elegido para el congreso constituyente de 1823, sin participar de él por las acciones armadas contra los hermanos Pincheira y las montoneras pehuenches en la cordillera de Talca. 
En 1826 participó de una división comandada por el general José Manuel Borgoño para detener a los bandidos Pincheira. En 1831, como general de brigada, capturó en Pulaquén a Pablo Pincheira, a quien fusiló.
Cruzó la cordillera de los Andes, a través del Boquete de Alico, hacia el territorio del norte de la actual Provincia de Neuquén, y en una emboscada arrasó con ellos en la Batalla de las lagunas de Epulafquen en la madrugada del 14 de enero de 1832, en el lugar en donde tenían su campamento. La mayoría de los pincheiristas murieron en el ataque, entre ellos los caciques Neculmán, Coleto y Trenquemán. José Antonio escapó hacia el Atuel, siendo perseguido por el capitán Zañartu con 80 soldados, pero no lograron alcanzarlo. Bulnes ordenó al expincheirista José Antonio Zúñiga dirigirse al Atuel con 100 hombres y luego se retiró hacia Chillán con 20 000 cabezas de ganado. José Antonio finalmente se entregó y recibió un indulto del presidente Prieto. Zúñiga logró que José Antonio Pincheira se dirigiera con sus fuerzas a Chillán para entregarse. Contratado como empleado en la hacienda del presidente José Joaquín Prieto, el último de los Pincheira, José Antonio murió como un legendario anciano.

### Revolución de 1829
En 1829, es convencido por José Joaquín Prieto, para levantarse en contra del gobierno liberal. Participó en el combate de Ochagavía el 14 de diciembre de ese año. El 17 de abril de 1830 se venció definitivamente a las tropas de Ramón Freire en la batalla de Lircay.

### Guerra contra la Confederación Perú-Boliviana
En 1838, Manuel Bulnes asumió el cargo de Intendente de Concepción, debiendo dejarlo ese mismo año. Nombrado el 8 de febrero como nuevo comandante del Ejército Restaurador, entre 1838 y 1839 participó a la cabeza del ejército en la guerra contra la Confederación Perú-Boliviana, venciendo a las tropas de Andrés de Santa Cruz en la batalla de Yungay el 20 de enero de 1839, tras lo cual fue recibido en Chile como héroe. Fue ascendido a general de división y en Perú se le otorgó el grado de Gran Mariscal de Áncash y una hermosa espada de honor.
El 20 de julio de 1841 se casó con una de las figuras femeninas más representativas de la aristocracia chilena, Enriqueta Pinto Garmendia, hija del presidente Francisco Antonio Pinto y hermana del futuro presidente Aníbal Pinto.
Fue nombrado consejero de Estado del presidente José Joaquín Prieto, paso previo para ser candidato del gobierno en las elecciones de 1841.

## Presidencia

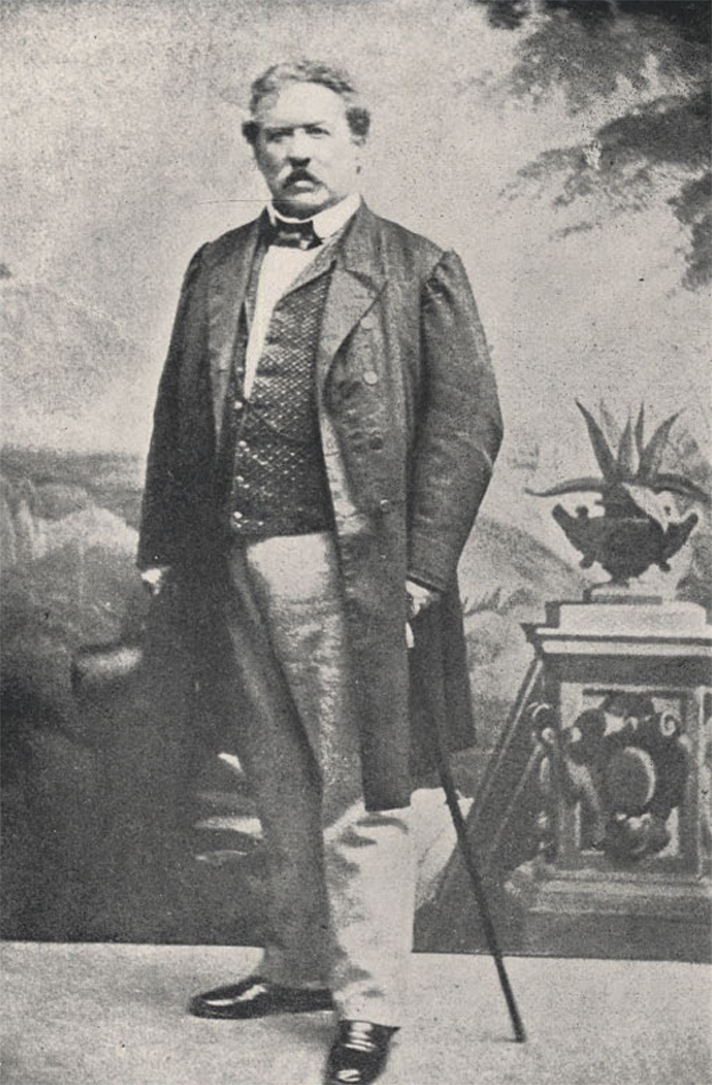
Fotografía de Manuel Bulnes.

Al asumir el mando el 18 de septiembre de 1841 —a la edad de 42 años—, Bulnes era conocido por su don de mando y honradez, pero se dudaba de sus conocimientos y facultades intelectuales para gobernar. Sin embargo, se hizo rodear de colaboradores excelentes, como los ministros de estado Jerónimo Urmeneta, Manuel Camilo Vial, Ramón Luis Irarrázaval, Manuel Rengifo, Manuel Montt y Antonio Varas.
Además, a través de las tertulias literarias organizadas por su esposa, tuvo contacto con destacados intelectuales como Ignacio Domeyko, Andrés Bello, Amado Pissis y otros, de quienes recibía consejos y asesorías.
Su gobierno estuvo caracterizado por la expansión educacional y cultural, reformando el Instituto Nacional, creando escuelas preparatorias, y fundando la Escuela Normal de Preceptores. La Universidad de Chile fue creada por ley dictada durante su presidencia, en 1842, impartiéndose todavía las clases en el Instituto Nacional, así como la Academia de Pintura (1849), la Escuela de Artes y Oficios (1849) y la Escuela de Arquitectura.
Se encargó al poeta Eusebio Lillo Robles, un segundo texto del Himno Nacional.
El 23 de octubre de 1841 se decreta una amnistía general, en donde se indulta a Freire y reincorporó a oficiales que estaban en el bando liberal en 1830. Se rehabilitó a O'Higgins 17 días antes de su muerte. Incluso hospedó a su exenemigo Santa Cruz entre 1844 y 1846 en la hacienda del coronel Benjamin Viel en Chillán.
Bulnes llamó a Manuel Rengifo para colaborar en el Ministerio de Hacienda, terminando las tareas iniciadas con Prieto.
El 2 de junio de 1842 se publicó el Reglamento de Aduanas para el comercio de Internación y Tránsito para simplificar los trámites de importación y exportación de mercaderías.
Su gobierno también estuvo marcado por un "complejo escenario internacional respecto a los verdaderos límites geográficos de Chile con Argentina, el gobierno del presidente Manuel Bulnes estimuló una política de asentamiento para poblar el territorio de la Patagonia chilena, para luego en 1845 dictar la primera ley de colonización. En ese entonces el territorio chileno solo estaba habitado desde La Serena hasta Concepción, pese a que la Constitución de 1833 fijaba los límites desde el desierto de Atacama hasta el cabo de Hornos”.
Bulnes trató de fijar la soberanía en 1842, cuando declaró chilenas las guaneras ubicadas al sur de Mejillones, y ordenó a Juan Williams la posesión del territorio ubicado en el Estrecho de Magallanes para lo que fundó en 1843 el fuerte Bulnes (cuya población es trasladada 6 años después para fundar Punta Arenas) con el objetivo de establecer soberanía en el estrecho de Magallanes. Se dicta la ley de colonización, impulsando la ocupación de los territorios de las actuales X y XIV Regiones, viniendo alemanes a ocupar la zona. Se firma la paz con España el 24 de abril de 1844, donde se reconoce oficialmente a Chile como un país independiente y soberano.
En lo administrativo, restableció la Escuela Militar y creó la Escuela Naval en 1844, creó la oficina de estadísticas y realizó un censo de población en 1842. Promulgó la ley de Régimen Interior y la de Imprentas, creó las provincias de Valparaíso, Atacama y Ñuble.
Se crearon el cuerpo de ingenieros civiles (1842) que permitió iniciar una gama de trabajos como caminos, puentes y peajes. Se mejoró el camino entre Santiago y Valparaíso; se abrió una ruta entre este último puerto y Los Andes. Se entregó la concesión para el primer telégrafo Santiago-Valparaíso, y se construyeron edificios de aduana en varios puertos. 
El 17 de abril de 1845, emitió un decreto que ordena trasladar la sede de gobierno desde la Real Audiencia al Palacio de la Moneda.
Se celebraron elecciones presidenciales en 1846. El general Manuel Bulnes fue el único candidato y fue elegido sin oposición.
En 1847 se consiguió un arreglo con los acreedores del empréstito inglés, en base al pago de la deuda en plazos definidos, y, en 1849, introdujo el sistema métrico decimal para uniformar el proceso de pesos y medidas de las oficinas y contabilidades del gobierno.
En 1848 Pedro Amado realizó el levantamiento cartográfico de Chile y comienzan las exportaciones de trigo hacia el mercado de California (hasta 1853) y en 1850 a Australia (hasta 1857), recursos que permitieron modernizar la vida rural. En 1850 William Wheelwright comenzó la construcción del ferrocarril de Copiapó a Caldera, que finalmente sería inaugurado el 25 de diciembre de 1851.

### La revolución de 1851

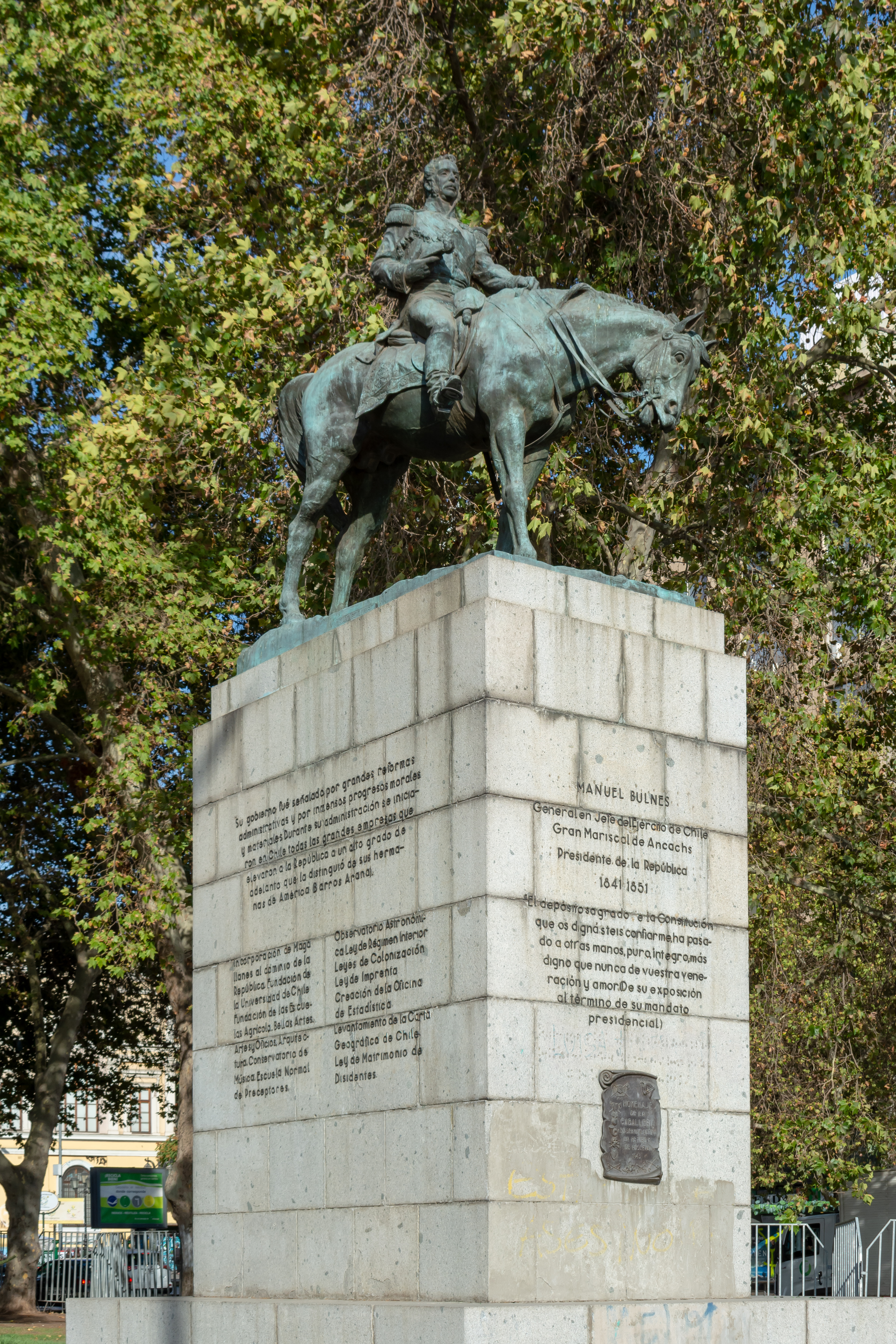
Estatua de Manuel Bulnes en Santiago de Chile.

El autoritarismo de los gobiernos conservadores provocó gran descontento en los sectores liberales, por lo que jóvenes de la aristocracia criolla, como Santiago Arcos y Francisco Bilbao, fundarían la Sociedad de la Igualdad, que promovía el aumento de las libertades públicas. Esta agrupación sería considerada un peligro público por el gobierno, por sus llamados a derrocar el gobierno y la propaganda contra el candidato del gobierno Manuel Montt[cita requerida], razón por la cual sería suprimida.
Sin embargo, la Sociedad organizaría, ahora en la clandestinidad, un conato revolucionario en Santiago el 20 de abril de 1851, el que sería aplacado por el Ejército, al mando del propio Bulnes (Motín de Urriola).  
La tensión política continuaría: tras los comicios en que saldría elegido presidente el candidato oficialista Manuel Montt, su contendor, el general José María de la Cruz, se rebelaría contra el gobierno central desde Concepción; sus tropas serían finalmente derrotadas por el mismo Bulnes el 8 de diciembre de 1851 en la Batalla de Loncomilla.

## Vida tras la presidencia

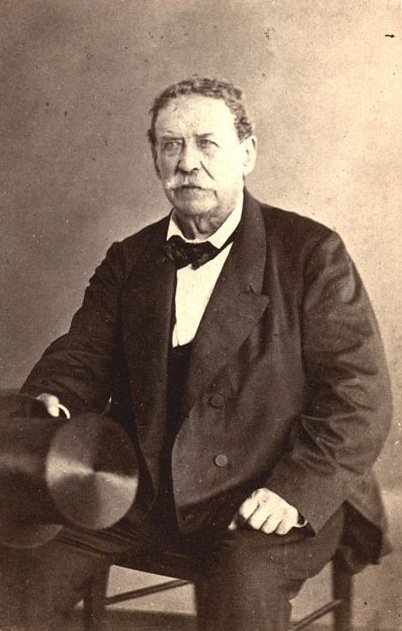
El General Bulnes en su retiro.

Tras esto, fue designado consejero de estado del presidente Montt, además de ser elegido senador propietario por Coelemu, para el periodo 1852-1861 y reelecto para el periodo 1861-1870. En el primer periodo integró la Comisión Permanente de Guerra y Marina. Miembro de la Comisión Conservadora para el receso 1854-1855; 1855-1856; y 1856-1857. Para el segundo continuó integrando la Comisión Permanente de Guerra y Marina. Además, fue miembro de la Comisión Conservadora para el receso 1864-1865 y 1865-1866.
En 1866, pese a estar afectada su salud, fue candidato presidencial, pero el entonces gobernante José Joaquín Pérez fue reelecto.
En sus últimos años se dedicó a las actividades agrícolas.
Falleció en Santiago, el 18 de octubre de 1866, ejerciendo como senador. Fue elegido como su reemplazante en 1867, Marcos Maturana del Campo.